# Pia Soli
Pia Soli (Roma, 3 giugno 1933 – Roma, 19 maggio 2017) è stata una scrittrice, giornalista, storica della moda, fotografa italiana.

## Biografia
Pia Roncoroni, sposata con l'architetto Massimo Soli, ha esordito come scrittrice dopo la laurea, collaborando a testate di provincia con articoli di costume. Trasferita a Roma, ha scritto su "Il Tempo", "La Repubblica", "Il Messaggero". Alla Fiera di Milano nel 1986, nel corso della "Grande Fiera d’Aprile", la mostra "Italia, il genio della moda" - una esposizione storica e critica sulla moda italiana - è stata da lei curata.
Su Renato Balestra Pia Soli ha scritto: «Un sarto che una "certa Roma" adora perché è vitale, allegro, socievole, curioso, disposto e disponibile.» Per Pia Soli «I Missoni rappresentano il modo di vivere dove il lusso non è il costo ma la genialità, la fantasia la semplicità.» Una sua definizione di Valentino: «L'uomo a cui si deve l'invenzione delle lettere dell'alfabeto applicate all'abbigliamento».
Un libro sull'arte del convivio, commentato dai grandi nomi della moda internazionale, è stato da lei pubblicato, in occasione della mostra a Roma "Pranzo alle otto. A tavola con i grandi della moda internazionale".
Con Sergio Salaroli, Pia Soli nel 1990 ha raccolto documentazione iconografica, relativa a quindici anni di promozione, pubblicità, confezione e distribuzione dei più noti stilisti italiani d'alta moda: una immagine della loro griffe, le vetrine dei loro punti di vendita.
L’Accademia di Costume e di Moda ha ricevuto da Pia Soli la donazione di una ricca rassegna stampa, raccolta in decenni di lavoro a contatto con l'alta moda.
Il suo profilo, in Etsy, nel 2014, era questo: «Fotografa e giornalista esperta in moda. Grande passione per oggetti singolari, lacche, cristalli, bijoux di qualità.»

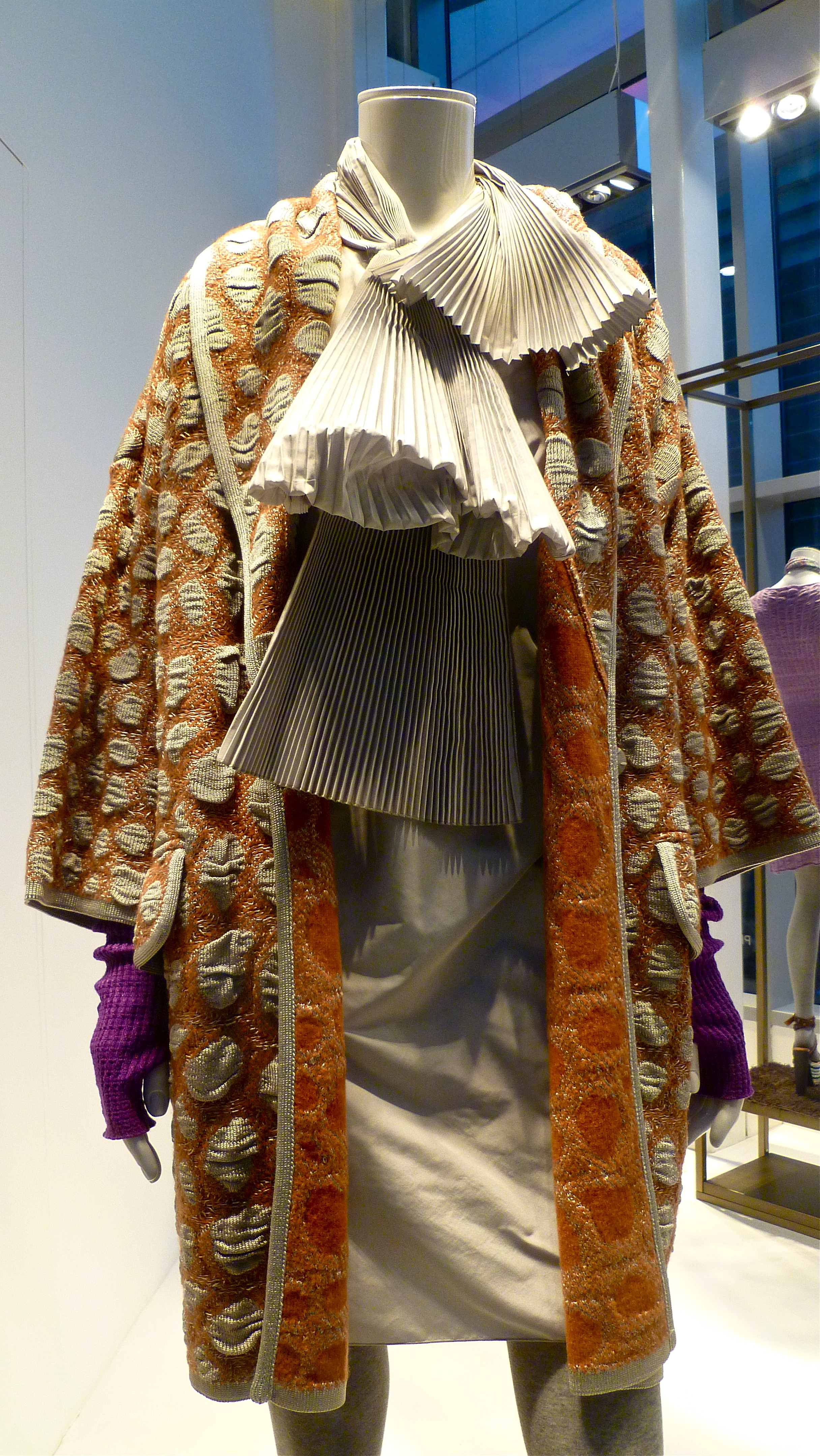
Missoni, cappotto, 2010

Sulla rivista "Effe" - mensile femminista autogestito - pubblicato a marzo 1977, Pia Soli, sotto il titolo Dalla moda alla rabbia, racconta di aver iniziato a scrivere nel 1958 e di aver sempre trovato «muri di gomma sui quali si sbatte, senza rumore». Sempre inviata, mai collaboratrice fissa; sempre «senza contratto - guai a pensarlo! - sempre a pezzo». 

## Opere

### Mostre curate
- Gennaio 1985. New York - Italia: The Genius of Fashion, "Galleries at F.I.T.", Seventh Avenue at 27th Street, a cura di Pia Soli.
- 21 aprile 2009. Roma - Rumon: Sacrae Romae Origines di Francesco Franci. Abiti d'Alta Moda Brioni, Laug, Sarli e Gattinoni, a cura di Pia Soli.

### Libri
- Grazietta Butazzi, Pia Soli, Chiara Buss, Gianni Versace: dieci anni di creatività, Verona, Studio la Città, 1983, SBN RML0167460. Mostra a Verona nel 1983.
- Pia Soli (a cura di), Il genio antipatico: creatività e tecnologia della moda italiana 1951-1983, Milano, A. Mondadori, 1984, SBN LIG0096161. Catalogo della mostra tenuta a Genova, Palazzo Rosso e Palazzo Bianco, dall'11 dicembre 1984 al 12 gennaio 1985.
- Pia Soli, Ricci & capricci: venticinque anni di idee per la testa di Sergio Valente, Milano, Electa, 1985, SBN VEA0032612. Collaborazione di Diana De Marco. Catalogo della mostra: Milano, studio Marconi, 9 marzo 1985.
- Pia Soli, Pranzo alle otto: a tavola con i grandi della moda internazionale, Roma, EDI.GLOS, 1988, SBN CFI0144354. Introduzione di Giulio Andreotti, fotografie di Uberto Gashe per Sarteur.
- Pia Soli, Sergio Salaroli, Moda: l'immagine coordinata, corporate identity, Bologna, Zanichelli, 1990, SBN LO10037966. Con traduzione in inglese.
- Pia Soli, Sergio Valente: idee per la testa, Torino, Esav, 1995, SBN LO11363254.

### Scelta di articoli
- Pia Soli, Nascita ufficiale dell'alta moda, in Il disegno dell'alta moda italiana: 1940-1970. Progetto e stile: creatori della linea italiana, Roma, De Luca, 1982,  pp. 22-25, SBN SBL0633606. Mostra organizzata dall'Istituto nazionale per la grafica, a cura di Bonizza Giordani Aragno.
- La più bella del Tricolore è la «colored» Denny Mendez, "Il Tempo", 30 luglio 2014.